# Erin Driscoll
Erin Driscoll est un personnage de fiction de la série américaine 24 heures chrono, interprété par Alberta Watson. Bien que beaucoup aient découvert l’actrice lors de cette saison de 24, Watson a une grande expérience d’actrice derrière elle. Les Américains la connaissaient grâce à la série Nikita.

## Expérience et formation
Ses expériences sont :
- CTU – Agent Spécial au commandement de la Cellule de Los Angeles
- CTU – Agent Spécial membre de la direction de la Division
- CTU – Agent haut gradé de la division
- CTU – Agent de la Division
- CTU – Analyste, unité de Virginie
- CTU – Département des Finances, unité de Virginie

Driscoll est aussi diplômé d'arts et d'Histoire de Bryn Mawr College.

## Biographie
Driscoll était mariée puis divorcée. Elle a une fille, Maya Driscoll, qui est atteinte de schizophrénie. À la fin de l'épisode 11, elle s'est suicidée à la clinique. Dans le suivant épisode, le secrétaire Heller lui conseilla de rentrer chez elle.

## Avant le Jour 4
Quand elle avait six ans, la fille de Erin, Maya, était atteinte de schizophrénie. Selon Erin, Maya a eu des "bons jours" et des "mauvais jours". Elle est devenue affligée et irrationnelle. Souvent, elle harcèle le fils de son voisin, Evan.
Le premier geste de Erin, en tant que directrice de la cellule, a été de renvoyer Jack Bauer. Selon elle, son addiction à l'héroïne était "intolérable". Mais Erin a quand même aidé Jack à trouver un nouvel emploi.